# Aralia excelsa
Aralia excelsa es una especie de plantas fanerógamas de la familia  Araliaceae. Es originaria de México y se distribuye por América tropical por Costa Rica, El Salvador, Guatemala, Honduras, Nicaragua, Panamá, Haití, Venezuela y Colombia.

## Taxonomía
Aralia excelsa fue descrita por Griseb. J.Wen y publicado en Cathaya 13–14: 96. 2001-2002[2002].
Etimología
Aralia: nombre genérico que deriva de la latinización de la antigua palabra franco-canadiense o india americana aralie.
excelsa: epíteto latino que significa "alta, elevada".
Sinonimia
- Sciadodendron excelsum Griseb., Bonplandia (Hannover) 6: 7 (1858).
- Reynoldsia americana Donn.Sm., Bot. Gaz. 49: 455 (1910).
- Pentapanax granatensis Rusby, Descr. S. Amer. Pl.: 72 (1920).[1]